# Norvégia nemzeti parkjainak listája

Norvégia szárazföldi nemzeti parkjainak elhelyezkedése

Nemzeti parkok (zöld színnel), természetvédelmi területek (lilával), geotóp védett területek (narancssárgával) és madárrezervátumok Svalbardon

Norvégiában 44 nemzeti park van, melyből 37 a szárazföldi részein, 7 pedig Svalbardon található. Norvégiában szigorú szabályok vonatkoznak a nemzeti parkok területeire, ezért majdnem az összes motoros jármű ki van tiltva ezekből. Bár az embereknek a természet látogatásához és használatához való joga mindenki számára biztosított Norvégiában, ennek ellenére a táborozás, a túrázás és a síelés tiltott a parkok határain belül, így a természet érdekeit is figyelembe veszik. Az útvonalak, szálláshelyek és a nemzeti parkok igazgatóságai mind a parkok határain kívül találhatóak. A parkok irányítását a Norvég Környezetigazgatási Hatóság, illetve a megyei kormányzók végzik.
Az Ytre Hvaler tengeri nemzeti park, akárcsak Svalbard összes ilyen védett területe. A legnagyobb nemzeti park Norvégiában a Sør-Spitsbergen nemzeti park, amelynek területe 13286 négyzetkilométer, bár ebből csak 5141 négyzetkilométer szárazföldi terület. 

## Jelenlegi nemzeti parkok
| Kép | Név                       | Megye/Megyék                                              | Alapítása (év) | Terület (km²) | Megjegyzés | Források |
| --- | ------------------------- | --------------------------------------------------------- | -------------- | ------------- | ---------- | -------- |
| —   | Ånderdalen                | Troms megye                                               | 1970           | 125           |            | [ 1 ]    |
| —   | Blåfjella–Skjækerfjella   | Nord-Trøndelag megye                                      | 2004           | 1924          |            | [ 1 ]    |
|     | Breheimen                 | Oppland, Sogn og Fjordane megye                           | 2009           | 1671          |            |          |
|     | Børgefjell                | Nord-Trøndelag megye, Nordland megye                      | 1963           | 1447          |            | [ 1 ]    |
| —   | Dovre                     | Oppland megye                                             | 2003           | 289           |            | [ 1 ]    |
|     | Dovrefjell–Sunndalsfjella | Møre og Romsdal megye, Oppland megye, Sør-Trøndelag megye | 1974           | 1693          |            | [ 1 ]    |
| —   | Færder                    | Vestfold                                                  | 2013           | 350           |            |          |
|     | Femundsmarka              | Hedmark, Sør-Trøndelag megye                              | 1971           | 573           |            | [ 1 ]    |
|     | Folgefonna                | Hordaland megye                                           | 2005           | 545           |            | [ 1 ]    |
|     | Forlandet                 | Svalbard                                                  | 1973           | 4647          |            | [ 2 ]    |
|     | Forollhogna               | Sør-Trøndelag megye, Hedmark megye                        | 2001           | 1062          |            | [ 1 ]    |
|     | Fulufjellet               | Hedmark megye                                             | 2012           | 83            |            | [ 3 ]    |
|     | Gutulia                   | Hedmark megye                                             | 1968           | 23            |            | [ 1 ]    |
|     | Hallingskarvet            | Buskerud, Hordaland megye                                 | 2006           | 450           |            |          |
|     | Hardangervidda            | Buskerud, Hordaland megye, Telemark megye                 | 1981           | 3422          |            | [ 1 ]    |
|     | Indre Wijdefjorden        | Svalbard                                                  | 2005           | 1127          |            | [ 2 ]    |
|     | Jostedalsbreen            | Sogn og Fjordane megye                                    | 1991           | 1310          |            | [ 1 ]    |
|     | Jotunheimen               | Oppland megye, Sogn og Fjordane megye                     | 1980           | 1151          |            | [ 1 ]    |
|     | Junkerdal                 | Nordland megye                                            | 2004           | 682           |            | [ 1 ]    |
| —   | Láhko                     | Nordland                                                  | 2012           | 188           |            |          |
| —   | Langsua                   | Oppland                                                   | 2011           | 537           |            |          |
| —   | Lierne                    | Nordland megye                                            | 2004           | 333           |            | [ 1 ]    |
|     | Lomsdal-Visten            | Nordland megye                                            | 2009           | 682           |            |          |
|     | Møysalen                  | Nordland megye                                            | 2003           | 51            |            |          |
|     | Nordenskiöld Föld         | Svalbard                                                  | 2003           | 1362          |            | [ 2 ]    |
|     | Nordre Isfjorden          | Svalbard                                                  | 2003           | 2954          |            | [ 2 ]    |
|     | Nordvest-Spitsbergen      | Svalbard                                                  | 1973           | 9914          |            | [ 2 ]    |
| —   | Øvre Anárjohka            | Finnmark megye                                            | 1975           | 1390          |            | [ 1 ]    |
|     | Øvre Dividal              | Troms megye                                               | 1971           | 750           |            | [ 1 ]    |
|     | Øvre Pasvik               | Finnmark megye                                            | 1970           | 119           |            |          |
|     | Rago                      | Nordland megye                                            | 1971           | 171           |            | [ 1 ]    |
|     | Reinheimen                | Oppland, Møre og Romsdal megye                            | 2006           | 1969          |            |          |
|     | Reisa                     | Troms megye                                               | 1986           | 803           |            | [ 1 ]    |
|     | Rohkunborri               | Troms megye                                               | 2011           | 571           |            |          |
|     | Rondane                   | Hedmark megye, Oppland megye                              | 1962           | 963           |            | [ 1 ]    |
|     | Saltfjellet–Svartisen     | Nordland megye                                            | 1989           | 2102          |            | [ 1 ]    |
|     | Sassen – Bünsow Land      | Svalbard                                                  | 2003           | 1230          |            | [ 2 ]    |
| —   | Seiland                   | Finnmark megye                                            | 2006           | 316           |            |          |
|     | Sjunkhatten               | Nordland megye                                            | 2010           | 417           |            |          |
|     | Skarvan and Roltdalen     | Nord-Trøndelag megye, Sør-Trøndelag megye                 | 2004           | 441           |            | [ 1 ]    |
|     | Sør-Spitsbergen           | Svalbard                                                  | 1973           | 13286         |            | [ 2 ]    |
|     | Stabbursdalen             | Finnmark megye                                            | 1970           | 747           |            | [ 1 ]    |
| —   | Varangerhalvøya           | Finnmark megye                                            | 2006           | 1804          |            |          |
|     | Ytre Hvaler               | Østfold megye                                             | 2009           | 354           |            |          |

## Fordítás
Ez a szócikk részben vagy egészben  a   List of national parks of Norway című angol Wikipédia-szócikk ezen változatának fordításán alapul.  Az eredeti cikk szerkesztőit annak laptörténete sorolja fel. Ez a jelzés csupán a megfogalmazás eredetét és a szerzői jogokat jelzi, nem szolgál a cikkben szereplő információk forrásmegjelöléseként.